# 天翼航空
天翼航空（英語：Sky Wings Airlines），是一家位於歐洲希臘雅典的航空公司，主要飛航於東歐以及南歐的區域國際航線。其設有位於柬埔寨的子公司─天翼亞洲航空。